# Iabet
Iabet (Iabtet, Iab, Abet, Abtet, Ab) est une déesse de la mythologie égyptienne, homologue d'Imentèt.

## Mythologie
Elle est la purificatrice du dieu Soleil Rê et la déesse de l'Orient. Son principal époux est le dieu de la fertilité Min. Elle est vénérée à Panopolis, avec son mari.
Dans le Livre de l'Amdouat, Iabet est représentée comme une femme, les bras le long du corps, sous le nom de Iab. Avec onze autres déesses, dont Isis et Tefnout, le groupe est connu sous le nom de « Celles qui louent Rê lorsqu'il passe au-dessus de Wernes (?) ».